# Henry Bennett
Pour les articles homonymes, voir Henry Bennet et Bennet.

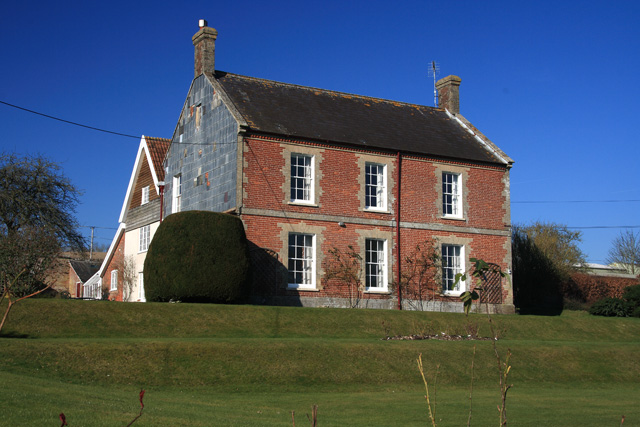
Demeure de Bennett : Manor Farmhouse, à Stapleford.

Henry Bennett (1823-20 août 1890) est un pionnier britannique de l'hybridation systématique des roses. Propriétaire terrien dans la vallée de Wylye à Stapleford, dans le Wiltshire, près de Salisbury, Bennett a appliqué un système scientifique de production de nouvelles variétés de roses. Ses hybrides, entre rosiers thé et hybrides perpétuels, sont appelés « roses hybrides de thé à pedigree » qui ont donné naissance à une nouvelle classe.

## Biographie
Henry Bennett élève du bétail et cultive du blé dans sa propriété de Manor Farm, à Stapleford, au milieu du XIXe siècle. Il épouse Emma Rebbeck en juillet 1852, dont il aura huit enfants. Bennett décide que l'avenir n'est plus favorable au bétail et aux céréales, et qu'il a besoin d'une nouvelle source de revenus en choisissant de cultiver les roses. En 1865, il achète ses premières roses à cultiver pour les vendre. Il utilise ses connaissances des lois de la sélection du bétail pour sélectionner les meilleures roses issues de parents connus choisis pour leurs qualités spécifiques. Ses premiers efforts ne sont pas couronnés de succès, aussi visite-t-il en France les meilleurs obtenteurs de roses, de 1870 à 1872.
En France, Bennett est étonné de voir que les grands maîtres de l'hybridation des roses ne pratiquent pas l'hybridation à partir de pollinisation contrôlée, mais cultivent plutôt des semis issus de pollinisation naturelle, ce qui signifie qu'alors que les semis parents peuvent être connus, les pollens parents ne le sont jamais. Il remarque aussi que pour bien faire mûrir ses roses, il doit lutter contre le climat anglais, frais et humide, sans chaleur estivale prolongée  .
À son retour, il se fait construire une serre chauffée pour cultiver ses roses parents en pots. Cela lui permet de cultiver toute l'année des roses thé, et d'avoir une floraison de ses hybrides perpétuels plus longue. Alors que les hybrideurs de roses anglais travaillaient plutôt en été, le système de Bennett lui permet de commencer de faire de la pollinisation croisée dès le mois de mars. Pendant qu'il développe la culture de ses propres roses, il commercialise des roses obtenues par d'autres rosiéristes.
Sa femme Emma, qui était une chasseresse passionnée, meurt en 1875 d'un accident de cheval. Gilbert Nabonnand lui dédie une rose en 1876, baptisée 'Madame Bennett'. Leurs deux filles, Maria et Mary, âgées de 16 et 11 ans, s'occupent désormais de la maison.
Bennett déménage ses opérations en 1880 de Stapleford à Shepperton dans le Middlesex. Il se consacre alors entièrement à la culture des roses. Il voyage aux États-Unis en 1888 pour y étudier la culture des roses. Il met au commerce certaines de ses roses dans ce pays avant même le Royaume-Uni.
Bennett meurt d'une cirrhose du foie en 1890. Son fils cadet Edmund met au commerce sa rose 'Captain Hayward' après sa mort, en 1893.

## Contributions

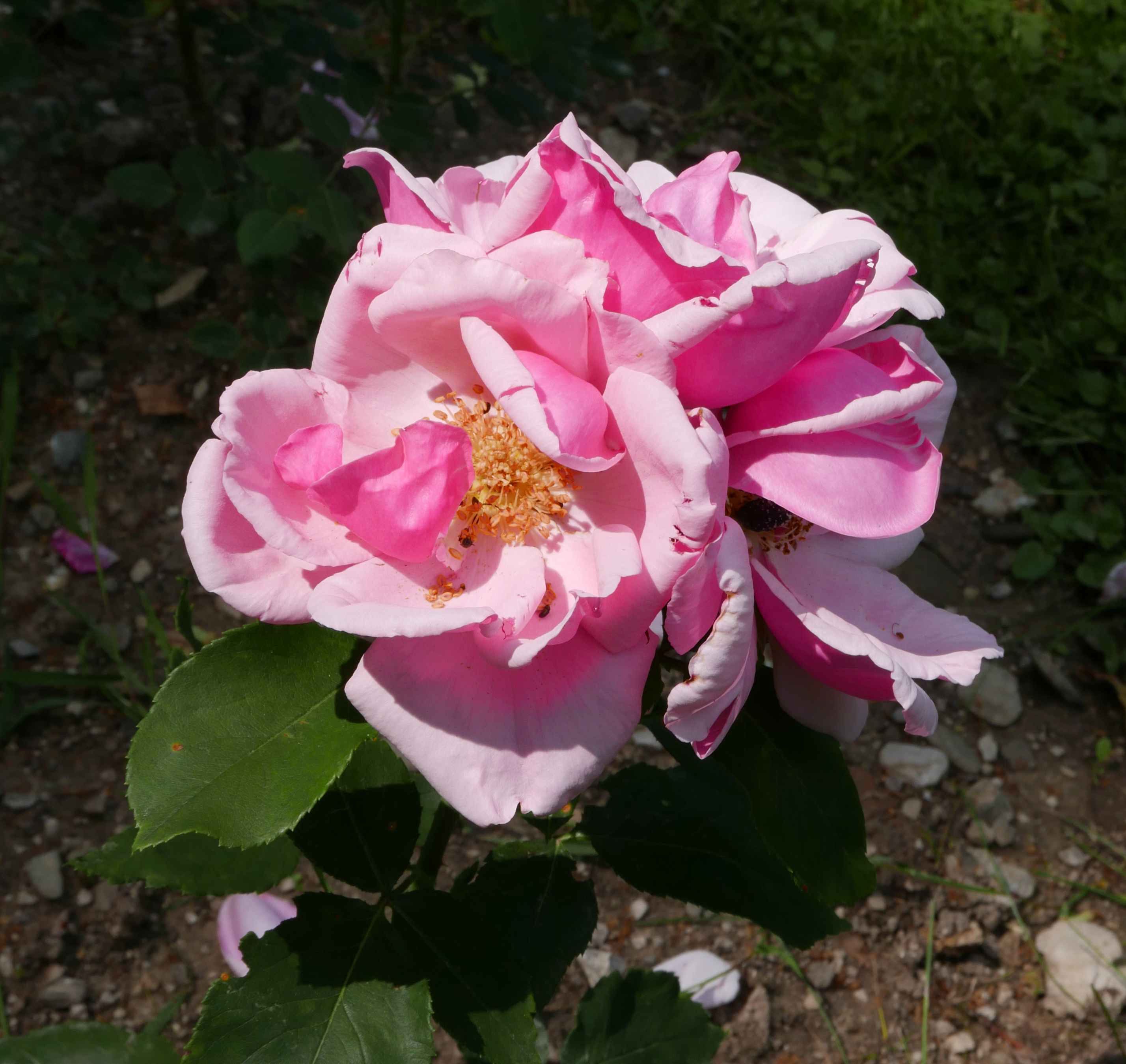
'Lady Mary Fitzwilliam' (1882)

Jusqu'au XIXe siècle, hybridation des roses s'effectuait de manière plutôt spontanée grâce aux 
abeilles et autres insectes ou bien par auto-pollinisation. La pollinisation délibérée des roses pour donner naissance à de nouvelles variétés a été pratiquée de manière systématique pour la première fois par l'horticulteur de l'impératrice Joséphine, André Dupont, dans les années 1800. Cette manière de procéder n'est pratiquée que par très peu de gens avant Bennett. Les lois de la génétique étaient largement ignorées à l'époque, car les travaux de Mendel n'ont été vraiment connus qu'au tournant du XXe siècle.
La Royal National Rose Society est formée en 1876, par des pépiniéristes et des membres du clergé anglican. Bennett montre certaines de ses acquisitions en 1878, mais n'expose ses propres obtentions qu'en 1879. Il introduit dix roses avec leur parentage, qu'il dénomme « hybrides de rosier thé à pedigree ». Bennett est le premier à publier et à garantir le parentage de ses roses. Il les décrit comme ayant une bonne remontée de floraison, comme étant pleines et différentes des autres variétés ; cependant elles ne sont plus commercialisées de nos jours. D'autres hybrideurs se lancent à sa suite.
En 1880, Bennett est invité à un congrès de la Société horticole de Lyon, cette ville étant à l'époque un foyer d'importance de la culture des roses. Il est décidé à ce congrès de créer une nouvelle classe de roses que l'on appelle hybrides de thé. Les obtenteurs se passionnent pour ses nouvelles roses, dont en Angleterre les pépinières Paul & Son dès 1883, puis Hugh Dickson de Belfast en 1884. L'éminent rosiériste Joseph Pemberton date la reconnaissance des hybrides de thé en Grande-Bretagne en tant que classe à part à 1890, créditant la pépinière Paul & Son de la première mise au commerce en Angleterre d'un hybride de thé en 1873, avec 'Cheshunt Hybrid'. La National Rose Society du Royaume-Uni reconnaît cette nouvelle classe en 1893. Évidemment, 'La France', obtenue en 1872 par le Français Jean-Baptiste André Guillot fils, est considérée comme le premier hybride de thé au monde, mais sa reconnaissance officielle dans cette classe n'intervient qu'après la décision du congrès de Lyon. 'La France' souffre aussi de stérilité, ce qui rend difficile son usage pour l'hybridation, alors que 'Lady Mary Fitzwilliam' est très fertile. La base de données en ligne HelpMeFind Roses recense plus de 14 000 descendants pour 'Lady Mary Fitzwilliam'.
En 1883, la National Rose Society donne pour la première fois la médaille d'or pour la rose la plus remarquable exposée. Bennett gagne la première année et la deuxième avec 'Her Majesty' (hybride perpétuel) en 1883 et 'Mrs. John Laing' (hybride perpétuel) en 1885.
Bien que peu de roses de Bennett soient encore cultivées, il est à l'origine d'un nouveau système d'hybridation encore utilisé au XXIe siècle ; et a donné naissance à un grand patrimoine génétique pour les hybrideurs. 'Lady Mary Fitzwilliam', en particulier, est à l'origine de milliers d'hybrides de thé, commençant avec 'Madame Caroline Testout' de Joseph Pernet-Ducher. 'Mrs. John Laing', hybride perpétuel de couleur rose, a été décrit par l'horticulteur Graham Stuart Thomas, comme l'une des « roses les plus satisfaisantes à cultiver et à produire pour les fleurs coupées ».

## Liste partielle des obtentions de Bennett

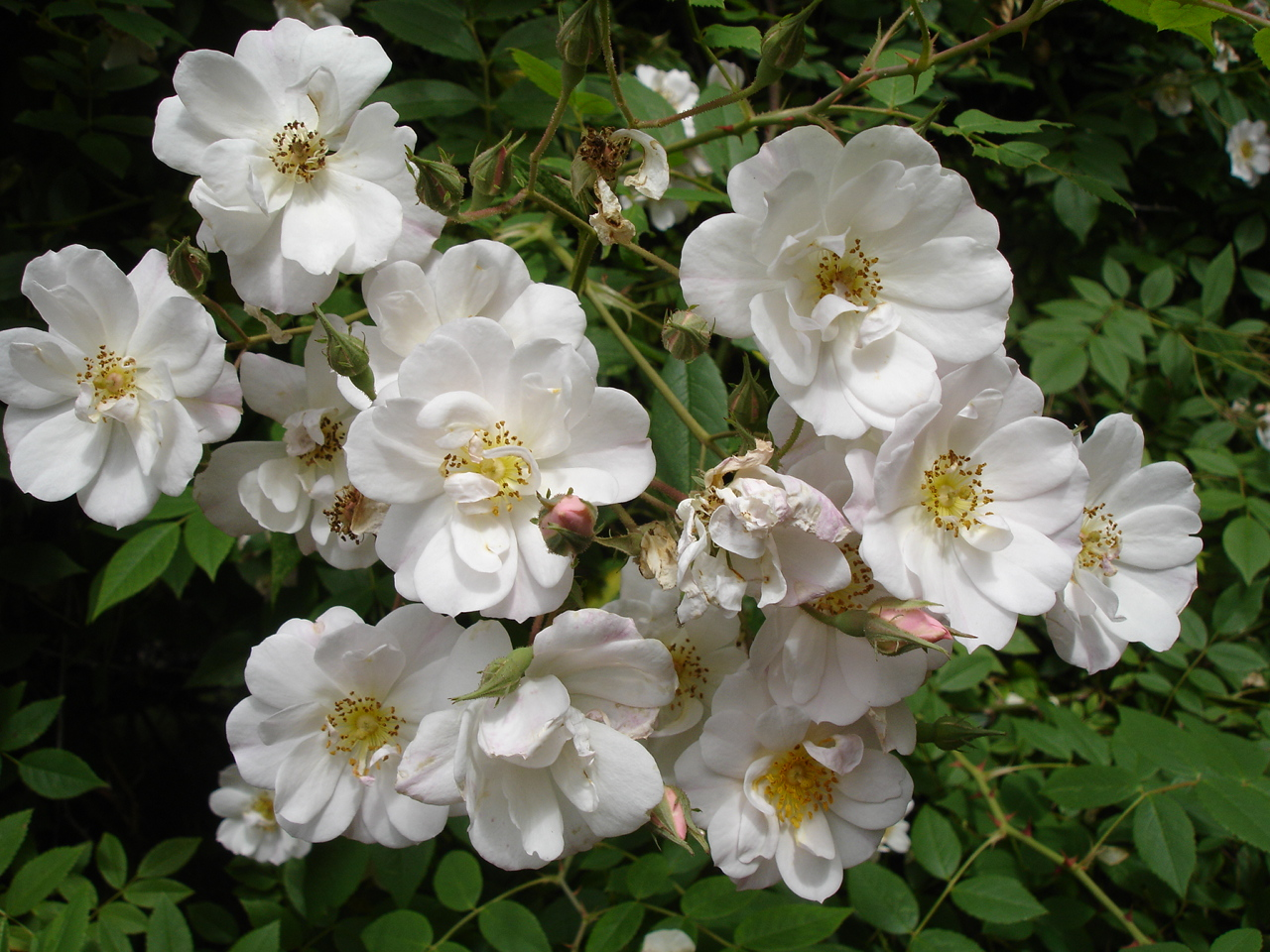
'Bennett's Seedling'

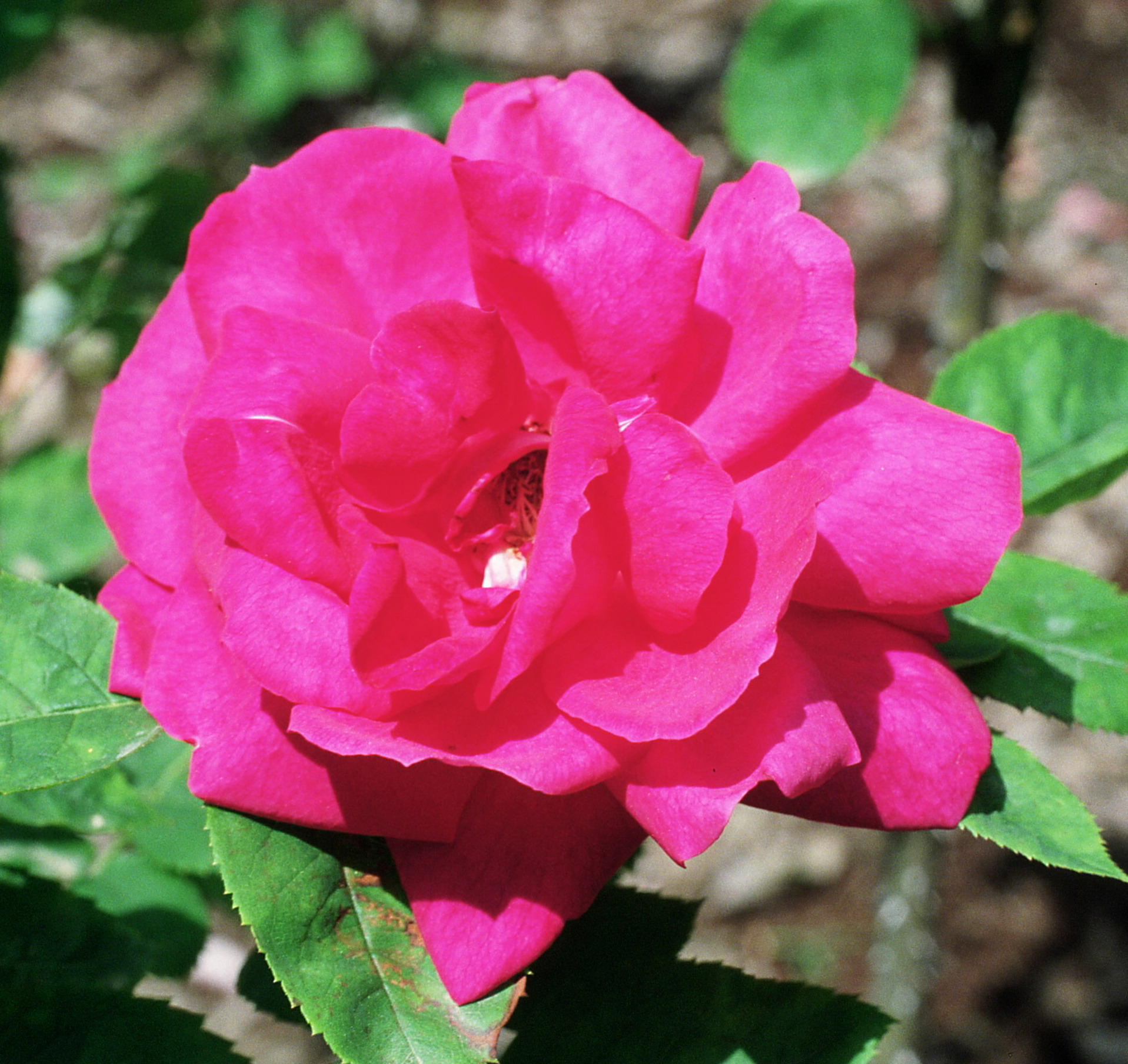
'Captain Hayward'

- 'Bennett's Seedling' (quelque temps après avoir acquis ses premières roses en 1865)
- 'Mme Welche' (1876)
- 'Cissie' (1879)
- 'Tiny Tears' (1879)
- 'Duke of Connaught' (1879)
- 'Lady Mary Fitzwilliam' (1882)
- 'Folkestone' (1886)
- 'Her Majesty' (1883) (RNRS Gold Medal)
- 'Grace Darling' (1884)
- 'Mrs. John Laing' (1885) (RNRS Gold Medal)
- 'Viscountess Folkstone' (1886)
- 'Mrs John Laing' (1887)
- 'Captain Hayward' (1893)
- 'Climbing Souvenir de la Malmaison' (1893)